# Eutriorchis astur
L'aquila serpentaria del Madagascar (Eutriorchis astur Sharpe, 1875) è un uccello rapace appartenente alla famiglia degli Accipitridi. È l'unica specie del genere Eutriorchis.

## Descrizione
È un falco di media grandezza con ali corte e di forma rotondeggiante e dotato di una lunga coda, anch'essa arrotondata.
Il suo piumaggio è grigio con striature evidenti per tutto il corpo, ma che si notano di meno sulla schiena scura. Ha una testa a cappuccio, occhi gialli e, tra gli uccelli ancora esistenti, assomiglia più di tutti all'astore di Henst (Accipiter henstii - anche questo del Madagascar), nonostante sia più grande, più chiaro e con la coda più lunga. È dotato di vista molto acuta e di zampe e dita molto squamate e particolarmente forti, inoltre possiede becco ed artigli molto potenti come tutti i falchi.

## Distribuzione e habitat
L'habitat di questa specie è identificabile nelle foreste tropicali e umide del Madagascar nordorientale e la maggior parte degli avvistamenti sono nei pressi del parco nazionale di Masoala.

## Conservazione
E. astur è classificata dalla IUCN Red List come specie in pericolo di estinzione (Endangered). Si stima che la popolazione sia sicuramente superiore ai 250 individui anche se non si ritiene che esistano più di 1000 esemplari. Le minacce che pongono in pericolo la sopravvivenza della specie sono il disboscamento e in particolare l'agricoltura praticata bruciando le foreste per poi spostarsi in nuovi territori quando il terreno non è più fertile. Il suo ambiente preferito, le umide foreste tropicali fino a 550 m di altitudine, sono state in gran parte rase al suolo.